# Hörnumtief

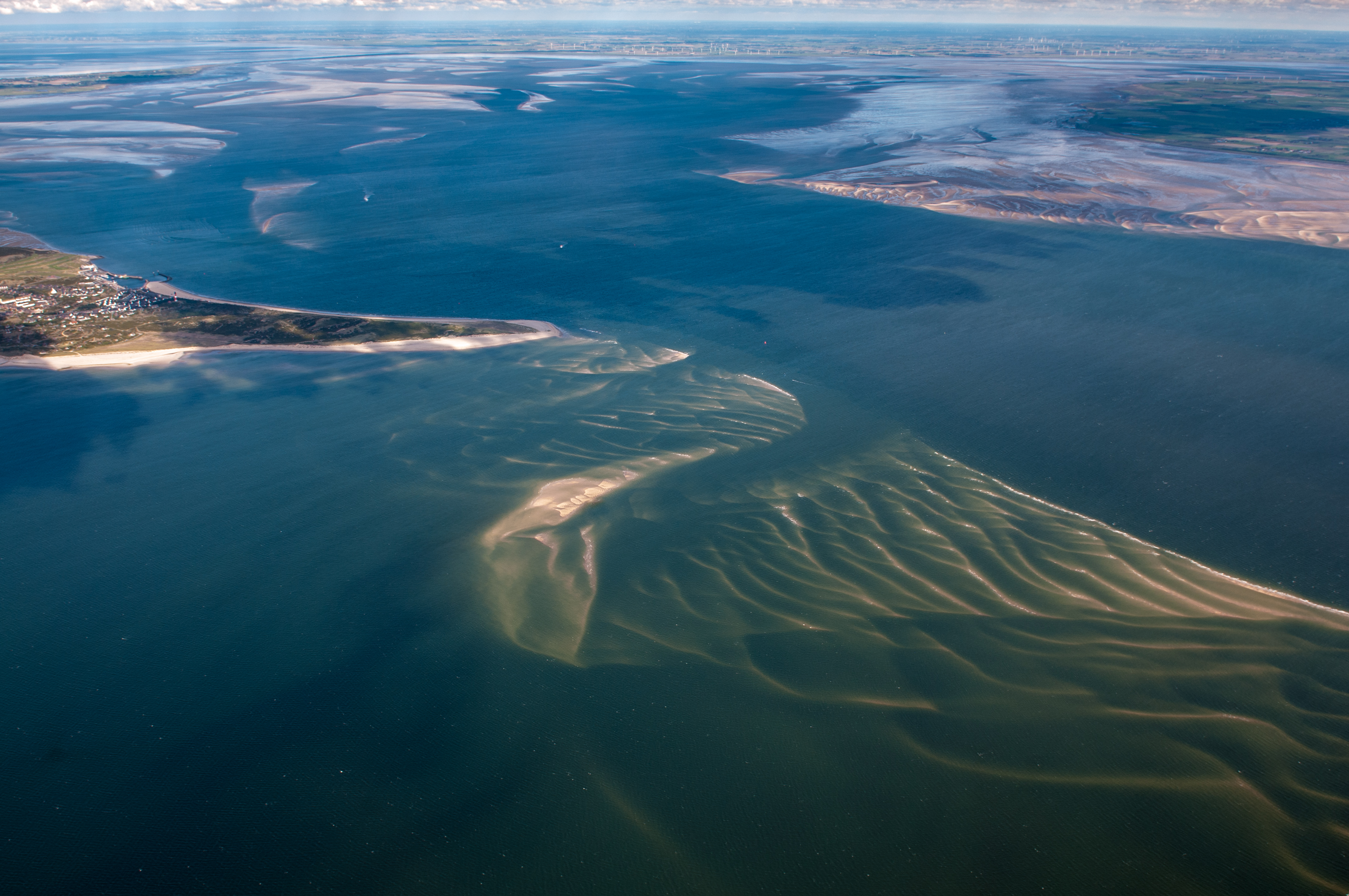
Links die Hörnumer Odde, östlich davon (im Bild: darüber) befindet sich das Hörnumtief

Das Hörnumtief (dänisch: Hørnum Dyb, nordfriesisch: Hörnem Diip (Sölring) oder Hörnem Jip (Fering)) ist ein Priel in der Nordsee bei Hörnum auf Sylt. Der 23 Meter tiefe Priel trennt die Inseln Sylt im Westen und Föhr mit dem nordwestlich vorgelagerten Liinsand im Osten, und mündet im Süden im Vortrapptief. Die Seitenarme im Norden heißen Eidumtief, Westerley und Osterley, der östliche Föhrer Ley und der westliche Rantumlohe. Da der Priel gekrümmt verläuft, prallt er auf die Ostküste der Hörnumer Odde.
Im Übergang zum Vortrapptief beträgt die Tiefe bis 42 Meter.
Während einer Tide strömen über 500 Millionen Kubikmeter Wasser mit einer Geschwindigkeit von bis zu 1,5 Meter pro Sekunde zwischen Sylter Watt und Nordsee hin und her.